# Nardwuar the Human Serviette
 (janvier 2024).
La mise en forme du texte ne suit pas les recommandations de Wikipédia : il faut le « wikifier ».
Les points d'amélioration suivants sont les cas les plus fréquents. Le détail des points à revoir est peut-être précisé sur la page de discussion.
- Les titres sont pré-formatés par le logiciel. Ils ne sont ni en capitales, ni en gras.
- Le texte ne doit pas être écrit en capitales (les noms de famille non plus), ni en gras, ni en italique, ni en « petit »…
- Le gras n'est utilisé que pour surligner le titre de l'article dans l'introduction, une seule fois.
- L'italique est rarement utilisé : mots en langue étrangère, titres d'œuvres, noms de bateaux, etc.
- Les citations ne sont pas en italique mais en corps de texte normal. Elles sont entourées par des guillemets français : « et ».
- Les listes à puces sont à éviter, des paragraphes rédigés étant largement préférés. Les tableaux sont à réserver à la présentation de données structurées (résultats, etc.).
- Les appels de note de bas de page (petits chiffres en exposant, introduits par l'outil «  Source ») sont à placer entre la fin de phrase et le point final[comme ça].
- Les liens internes (vers d'autres articles de Wikipédia) sont à choisir avec parcimonie. Créez des liens vers des articles approfondissant le sujet. Les termes génériques sans rapport avec le sujet sont à éviter, ainsi que les répétitions de liens vers un même terme.
- Les liens externes sont à placer uniquement dans une section « Liens externes », à la fin de l'article. Ces liens sont à choisir avec parcimonie suivant les règles définies. Si un lien sert de source à l'article, son insertion dans le texte est à faire par les notes de bas de page.
- La présentation des références doit suivre les conventions bibliographiques. Il est recommandé d'utiliser les modèles {{Ouvrage}}, {{Chapitre}}, {{Article}}, {{Lien web}} et/ou {{Bibliographie}}. Le mode d'édition visuel peut mettre en forme automatiquement les références.
- Insérer une infobox (cadre d'informations à droite) n'est pas obligatoire pour parachever la mise en page.

Pour une aide détaillée, merci de consulter Aide:Wikification.
Si vous pensez que ces points ont été résolus, vous pouvez retirer ce bandeau et améliorer la mise en forme d'un autre article.
 (janvier 2024).
Le contenu est difficilement compréhensible vu les erreurs de traduction, qui sont peut-être dues à l'utilisation d'un logiciel de traduction automatique.
Nardwuar la serviette humaine   (né John Ruskin, le 5 juillet 1968), abrégé en Nardwuar, est un journaliste et musicien canadien. Il est chanteur et claviériste pour les Evaporators.

## Biographie
Nardwuar est né John Ruskin à Vancouver en 1968. Il est juif. Son père, Vernon, était ingénieur  et sa mère Olga Ruskin  était une journaliste locale, professeur d'histoire au lycée et historienne. Elle a publié une histoire du personnage historique de Vancouver , John "Gassy Jack" Deighton. À l'école primaire, Nardwuar a remporté un concours d'art oratoire et était un coureur de fond,.
Nardwuar a fréquenté l'école secondaire Hillside à West Vancouver, où il était membre du conseil étudiant, ce qui lui permit de commencer à programmer des groupes pour les événements scolaires. Il a mené sa première interview avec Art Bergmann de Poisoned. Il a été accepté à l'Université de la Colombie-Britannique (UBC) en 1986, en même temps qu'il initie le pseudonyme de Nardwuar. Il a commencé à faire du bénévolat à la station de radio universitaire CITR. Pendant ses études d'histoire à l'UBC, Nardwuar rédige des articles d'histoire dont un sur le pont Lions Gate de Vancouver et un autre sur l'assassinat de John F. Kennedy. Il obtient en 1990  une licence d'histoire.
Il a fait ses débuts dans les médias à la station de radio CITR 101.9 FM de l'Université de la Colombie-Britannique à Vancouver. Son émission est diffusée tous les vendredis après-midi  depuis octobre 1987. Le programme propose un mélange de musique éclectique, ainsi que des interviews et des commentaires. Les interviews de Nardwuar ont fréquemment été diffusées sur Going Coastal de MuchMusic ou imprimées dans Chart . Bien que les entretiens  de Nardwuar soient principalement les artistes musicaux, il a déclaré qu'il interviewerait n'importe quelle célébrité.
Remarqué pour sa personnalité délurée, une interview typique de Nardwuar commence par la question « Qui êtes-vous ? », suivi de « D'où ? » si le sujet ne développe pas ses origines. Chaque interview se termine par "Continuez à rocker dans le monde libre ", et le "doot doola doot doo ... " de " Shave and a Haircut ", auquel l'interviewé devrait prononcer le final " doot doo ! " puis Nardwuar se fige avec un large sourire jusqu'à ce que l'arrêt de la caméra. Les entretiens se terminent également souvent par Nardwuar demandant à la personne interrogée « Pourquoi les gens devraient-ils se soucier de [nom de la personne interrogée] ? » Lorsqu'on lui a demandé d'expliquer son nom, Nardwuar a répondu que c'était « un nom stupide et stupide comme Sting ou Sinbad » ; que "Human" vient de la chanson "Human Fly" des Cramps ; et que "Serviette" vient du fait qu'"aux USA, ils n'ont pas de serviettes, ils ont des nappes",.

## Carrière

### Entretiens avec des musiciens

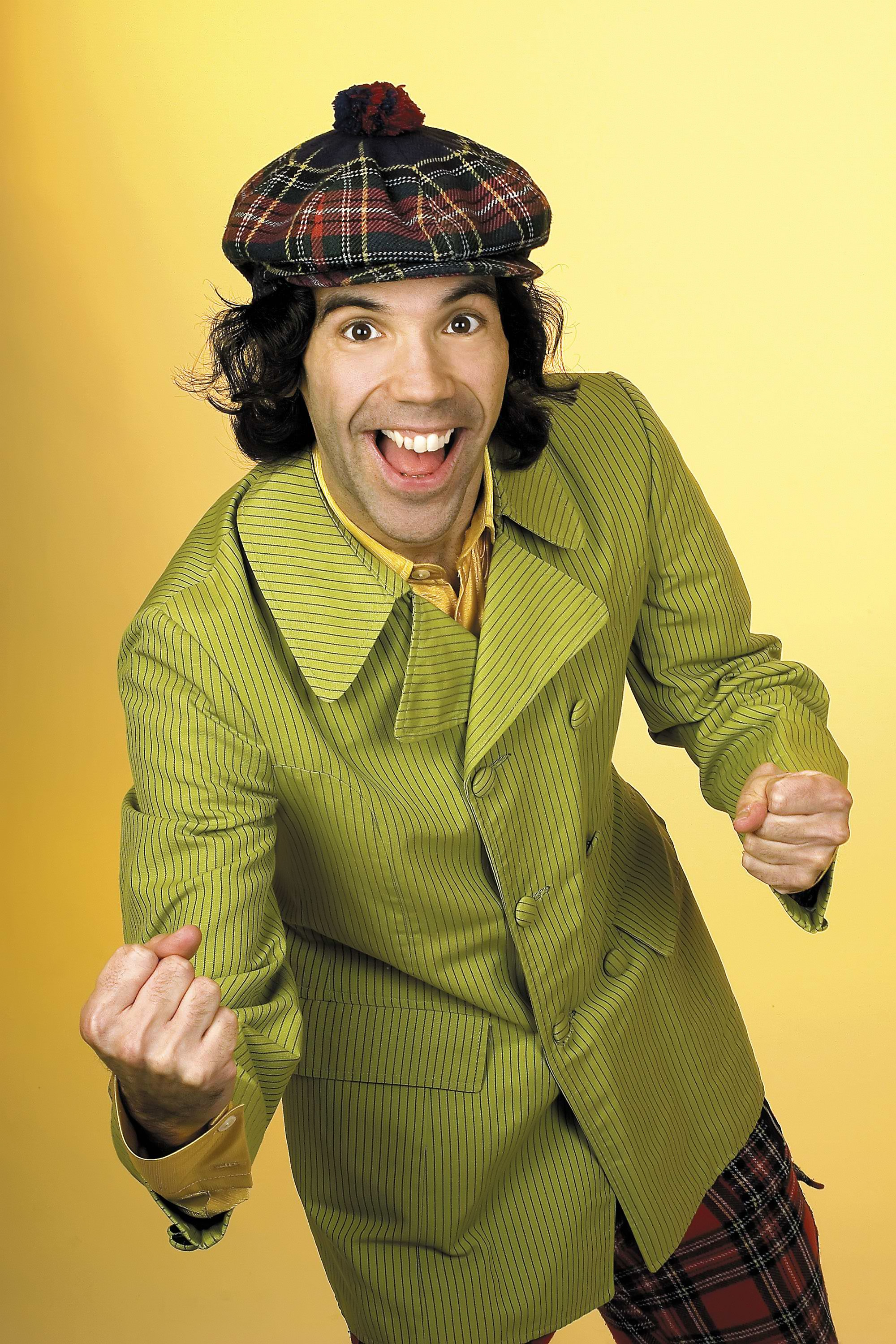
Nardwuar en 2005

Nardwuar effectue des recherches très approfondies sur les invités qu'il interviewe au point de se faire qualifier de "nerd". Lors d'une interview avec Pharrell Williams, il a sorti le tout premier morceau enregistré auquel Pharrell a contribué : " Rump Shaker ". Celui-ci impressionné déclara : " C'est l'une des interviews les plus impressionnantes que j'ai jamais vécues de ma vie. Sérieusement."  Dans la même interview, Pharrell déclara : « Vos recherches sont sans égal. »  Lors d'une interview en 2010 avec le rappeur Drake et son producteur 40, Drake a décrit l'interview de Nardwuar comme « la meilleure que j'ai jamais faite de toute ma vie ».
A cause de son style absurde et excentrique, il a été en butte à des attaques verbales, des menaces physiques et des tentatives d"intimidation par des personnalités comme Dave Rowntree de Blur, qui l'a harcelé puis agressé. Sonic Youth, Alice Cooper, Henry Rollins, Travis Barker, Lydia Lunch, Harlan Ellison, Beck, Nas et d'autres lui ont raccroché au nez, voire se sont montrés verbalement agressifs lors d'interviews. Dave Rowntree s'est excusé auprès de Nardwuar en 2011 pour son comportement lors d'une interview en 2003, disant que c'est « l'une des choses dont j'ai honte » et il a qualifié ses actes de tentatives d' « intimidation ». Nardwuar a accepté les excuses via Twitter,.

### Entretiens avec des non-musiciens
Nardwuar est également connu pour être un « journaliste guérillero », se faufilant souvent dans les conférences de presse sous l'apparence d'un journaliste orthodoxe pour confronter des dirigeants politiques ou d'autres célébrités non musicales avec des questions surréalistes ou déroutantes. Ses cibles politiques non canadiennes comprennent l'ancien président de l'Union soviétique Mikhaïl Gorbatchev qu'il interrogea sur les tailles de pantalon, l'ancien président américain Gerald Ford et l'ancien vice-président américain Dan Quayle.

#### Entrevues avec des politiciens canadiens

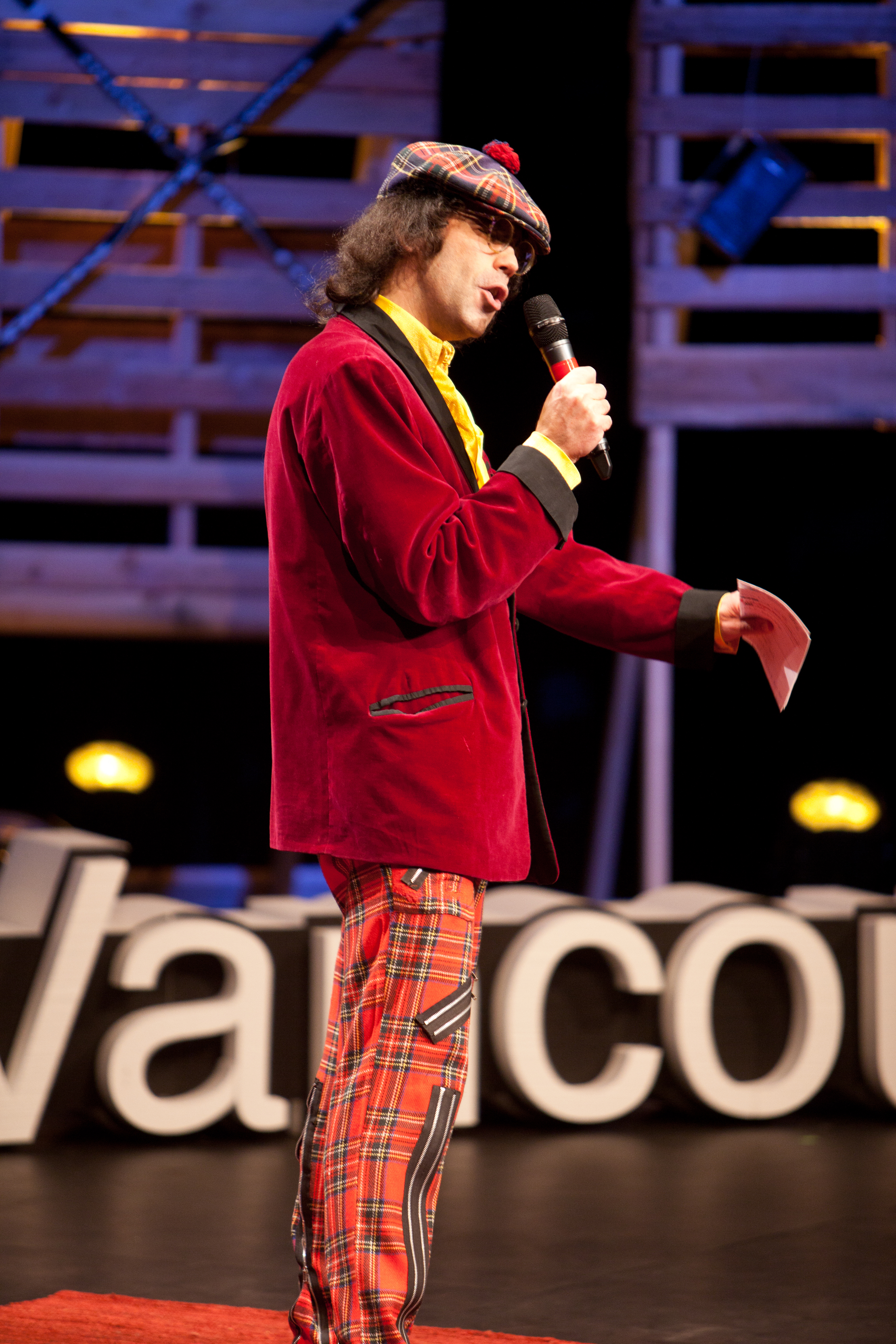
Nardwuar à TEDxVancouver en 2010

En novembre 1997, lors d'une conférence de l'APEC, il demanda à Jean Chrétien s'il soutenait l'utilisation de gaz poivré par la police contre les manifestants à l'extérieur. Ignorant cet incident, Chrétien répondit par une phrase devenue bien connue au Canada : « Pour moi, le poivre, je le mets dans mon assiette. »
En juin 2004, Nardwuar a convaincu Paul Martin, alors premier ministre du Canada, de jouer une partie rapide du jeu Hasbro "Hip Flip" pendant qu'il était en campagne électorale. Après que Martin ait remporté l'élection, Nardwuar a commenté le grand pouvoir prédictif du « Hip Flip », car aucun des deux autres candidats n'avait accompli cet acte.
Le 22e Premier ministre Stephen Harper  est le seul candidat majeur de l'élection de 2004 qui n'a jamais réussi un « Hip Flip » avec Nardwuar. Nardwuar a été escorté par la sécurité de Harper alors qu'il tentait de lancer le jeu. Lors des élections fédérales canadiennes de 2015, le premier dirigeant fédéral à terminer le jeu Hip Flip a été Justin Trudeau, qui l'a fait le 10 septembre 2015 après une conférence de presse à Vancouver.

## Héritage

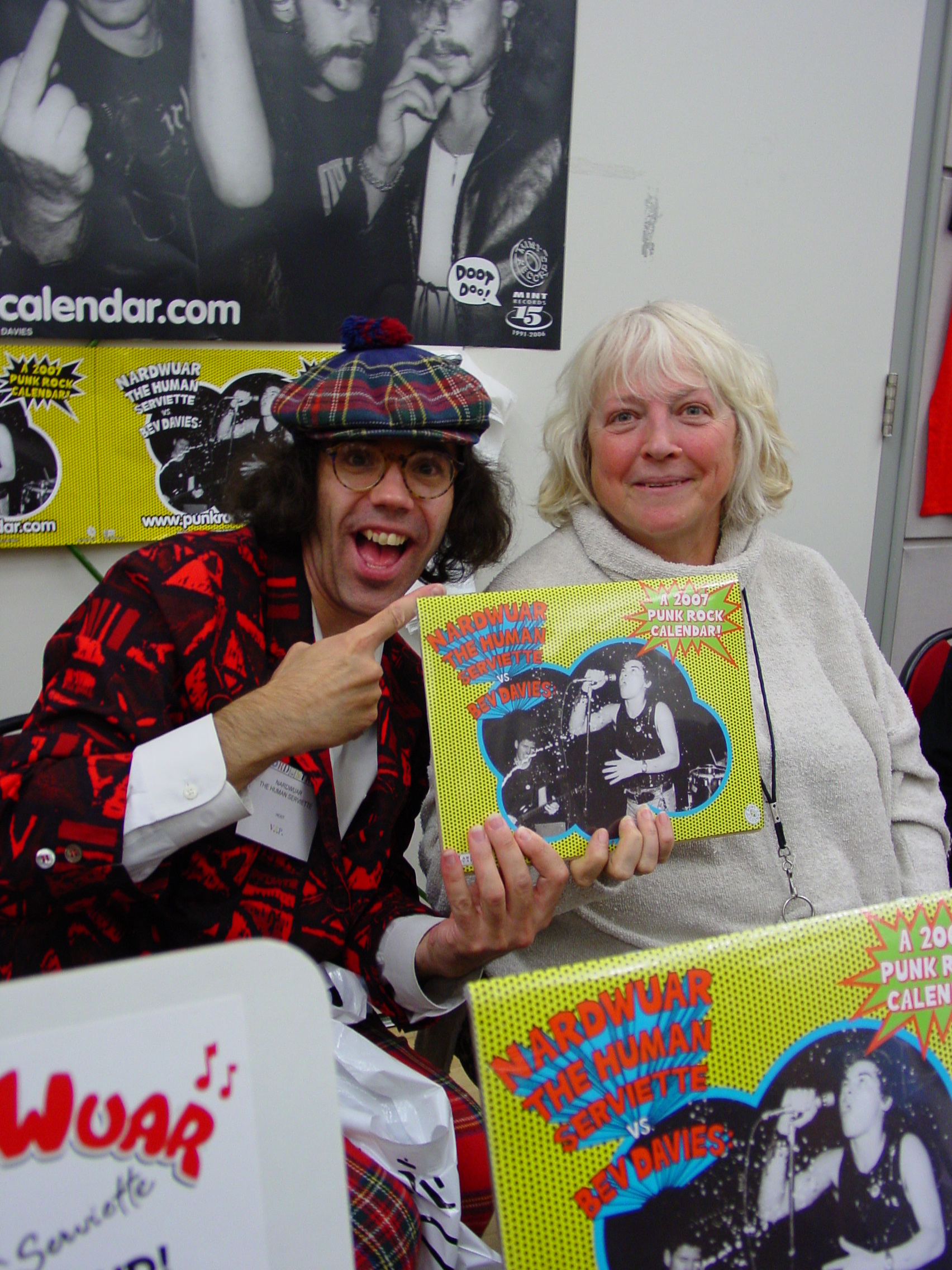
Nardwuar fait la promotion de son calendrier en 2006

En janvier 2013, Brother Ali sort une chanson « Nardwuar », pour commémorer son entretien avec ce dernier et elle contient une partie rythmique tiré d'un des disques que Nardwuar a offert à Ali.
Pharrell Williams  a interviewé Nardwuar immédiatement après sa propre interview, en imitant le style caractéristique de celui-ci.
Le 29 septembre 2019, Kennedy Stewart, le maire de Vancouver, déclaré ce jour comme la « Journée Nardwuar » à Vancouver.
Lil Uzi Vert utilise un extrait de son interview de 2018 avec Nardwuar pour sa chanson "Futsal Shuffle 2020".
Macklemore dans sa chanson « Maniac » (2022) fait apparaitre Nardwuar, il le mentionne également dans les paroles.

## Problèmes de santé
Le 10 juillet 1999, Nardwuar a souffert de convulsions et d'une paralysie temporaire résultant d'une hémorragie cérébrale (empêchant un entretien Courtney Love ),
Le 6 décembre 2015, Nardwuar a subi un accident vasculaire cérébral  et est sorti de l'hôpital six jours plus tard. Le 25 janvier 2016, Nardwuar a subi une réparation chirurgicale d'un malformation cardiaque qui était probablement la cause de son accident vasculaire cérébral,.